# Naberežnye Čelny
Naberežnye Čelny (in russo Набережные Челны?, ; in tataro Яр Чаллы, Yar Çallı) è una città industriale della Russia europea orientale, situata sul fiume Kama nella Repubblica Autonoma del Tatarstan, 225 km ad est della capitale Kazan'.

## Storia
Fondata nel XII secolo, ottenne il titolo di città nel 1930.
Nel 1969 iniziò la costruzione della Kamaz, la più grande fabbrica di autocarri dell'Unione Sovietica. Per sei anni, dal 1982 al 1988, ebbe nome Brežnev (Брежнев) in onore del segretario del PCUS.

## Infrastrutture e trasporti

### Aereo
La città di Naberežnye Čelny è servita dall'Aeroporto di Nižnekamsk con i voli di linea diretti per gli aeroporti moscoviti Domodedovo e Vnukovo ogni giorno.